# (7487) Toshitanaka
(7487) Toshitanaka (1994 YM) – planetoida z pasa głównego asteroid okrążająca Słońce w ciągu 4,42 lat w średniej odległości 2,69 j.a. Odkryta 28 grudnia 1994 roku.